# XXX. Armeekorps (Wehrmacht)
Das XXX. Armeekorps (30. Armeekorps) war ein Verband der deutschen Wehrmacht, welches im Zweiten Weltkrieg fast durchgängig an der südlichen Ostfront eingesetzt wurde. Zwischen Ende Dezember 1942 und Anfang Februar 1943 wurde der Stab auch als Armeeabteilung Fretter-Pico bezeichnet. Im August 1944 wurde das Generalkommando bei der Heeresgruppe Südukraine vernichtet und im Oktober 1944 völlig neu aufgestellt.

## Geschichte
Das Generalkommando XXX. A.K. wurde nach der Mobilmachung im Wehrkreis XI am 26. August 1939 errichtet und der Armeeabteilung A am Niederrhein zugeführt.

### 1940
Während des Sitzkrieges und des folgenden Westfeldzuges war das XXX. AK. der 1. Armee an der Saar-Front unterstellt. Im Mai 1940 wurde das Generalkommando nach Beginn des Falls Gelb mit der 93., 95. und 79. Infanterie-Division am rechten Flügel der 1. Armee eingesetzt, blieb aber noch in Defensive. In der zweiten Angriffsphase (Fall Rot) wurde es nach links gezogen, mit der 258. Infanterie-Division verstärkt und mit dem XII. Armeekorps (General Schroth) bei Saarbrücken zum Durchbruch konzentriert. Am 12. Juni 1940 begann der Ansturm gegen die Maginotlinie, die Bunkerlinie zwischen Forbach-Merlebach und Puttelange wurde durchbrochen. Über Morhange folgte der Vormarsch in Richtung auf Nancy. Über Dieuze marschierend wurde der Rhein-Marne-Kanal bei Paroy-Nouacourt überschritten, worauf sich die französische Armee zurückzog. Der weitere Vormarsch erfolgte über Lunéville zur Meurthe bei Maison de Brique. Nach dem Übergang über die Mosel bei Châtel-sur-Moselle beendete der Waffenstillstand die Kämpfe im Raum nördlich von Epinal.
Im Juli 1940 verlegte das Korps zur 18. Armee in das Generalgouvernement, im September wechselte es zur 4. Armee und hatte am Jahresende die 76. und 258. Infanterie-Division unterstellt.

### 1941

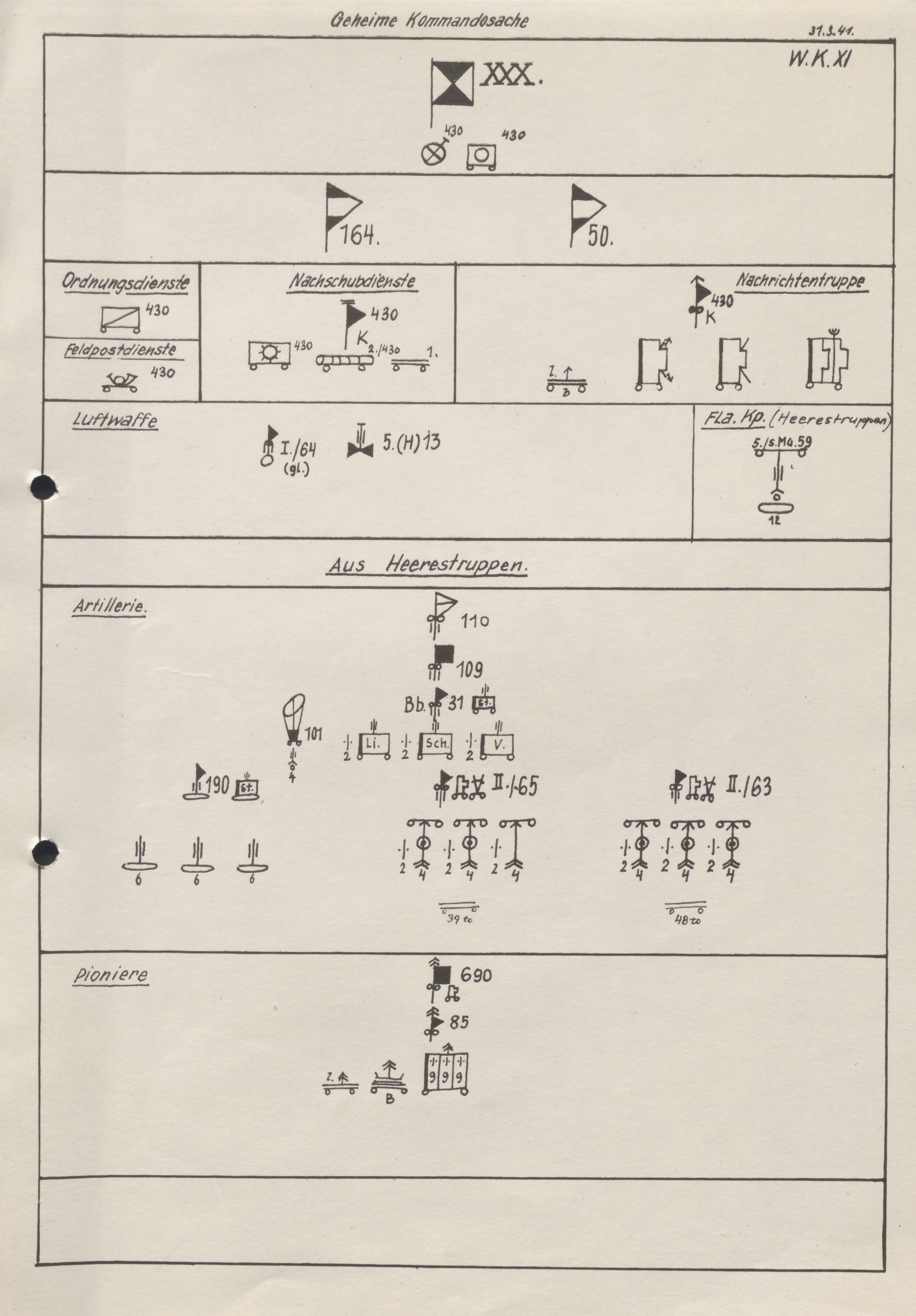
Gliederung des XXX. Armeekorps am 31. März 1941, taktische Zeichen

Im Januar 1941 wurde das Korps mit dem AOK 12 aus Polen nach Bulgarien verlegt. Anfang April beim Angriff auf Griechenland waren die 50. und 164. Infanterie-Division zugeteilt. Aufgabe war die Besetzung des nordöstlichen griechischen Territoriums, die Kleinstadt Xanthi fiel am 8. April in deutsche Hand, danach folgte die Besetzung der Inseln Thasos (16. April), Samothrake (19. April) und Lemnos (25. April). Nach dem Balkanfeldzug erfolgte die Verlegung an die rumänische Front, die neue Konzentration des Generalkommandos erfolgte im Raum östlich von Jassy im Verband der 11. Armee (Ritter von Schobert). Am Beginn des Unternehmen Barbarossa waren neben der 198. Infanterie-Division auch das rumänische IV. Korps (13. und 14. Division) unterstellt, linker Nachbar war das XI. Armeekorps, rechts schloss das LIV. Armeekorps an.
Am 2. Juli begann der Angriff der 11. Armee über den Pruth, am 12. Juli wurde der Dnjestr im Raum Jampol bei Soroca forciert. Am 20. Juli wurde die Linie Klembowka – Ketrosy erreicht und am 25. Juli wurde Bălți eingenommen. Am 10. August stand das Korps an der Linie nordöstlich Wlodislowka – Beresowka und erreichte den Bug wenige Tage darauf zwischen Trichoty und Kowoljanka. Der Vormarsch durch Taurien erreichte gegen Ende August den Dnjepr bei Berislawl. Am 30. August vollzog die 22. Infanterie-Division den Dnjepr-Übergang und errichtete einen südlichen Brückenkopf, dahinter folgte als Verstärkung die 46. und 170. Infanterie-Division nach. Den Fluss-Übergang begleitete rechts das LIV. und links das rumänische Gebirgskorps. Am 26. September 1941 starteten die sowjetische 9. und 18. Armee mit insgesamt zwölf Divisionen einen Großangriff gegen die östliche Front des XXX. Armeekorps (22. und 72. Infanterie-Division). Von der Roten Armee weitgehend unbemerkt war von Norden her das Eingreifen der deutschen Panzergruppe 1 zum Tragen gekommen. Am 1. Oktober ging das XXX. Armeekorps in der Schlacht am Asowschen Meer im Zusammenwirken mit der rumänischen 3. Armee zum Gegenangriff über und brach bis 8. Oktober über den Molotschnoje-Abschnitt tief in die Stellungen der sowjetischen 9. Armee ein. Bis zum 11. Oktober wurden starke sowjetische Truppenteile im Raum Bolschoi Tokmak–Mariupol–Berdjansk eingekreist. Die nach Abschluss dieser Kesselschlacht freigewordenen Teile der 22. und 72. Infanterie-Division wurden nach und nach zur Unterstützung des LIV. AK zur Eroberung auf die Krim gesandt. Im November 1941 wurden beim Vorstoß an das südliche Kap, nacheinander die Städte Simferopol, Jalta, Alupka besetzt. Am 29. Dezember landeten überraschend Teile der sowjetischen 44. Armee in Feodossija hinter der deutschen Front. Das Generalkommando XXXXII zog die 46. Infanterie-Division umgehend aus Kertsch auf die 13 km breite Parpatsch-Enge zurück und ermöglichte den Gegnern die Bildung eines Brückenkopfes. Das XXX. Korps wurde mit der 132. und 170. Infanterie-Division sowie der rumänischen 4. Gebirgsbrigade zur Beseitigung des feindlichen Brückenkopfes beauftragt.

### 1942
Am 15. Januar 1942 griff das XXX. Armeekorps im Zusammenwirken mit der rumänische 1. Gebirgs-Division mit starker Luft- und Artillerieunterstützung an und konnte innerhalb von drei Tagen den Hafen von Kertsch zurückerobern. Die sowjetische 44. Armee verlor im Raum Feodossija 16.700 Soldaten und 85 Panzer. Trotzdem gelang es der Krimfront (Generalleutnant Dmitri T. Koslow) weitere Truppenteile (47. und Teile 51. Armee) auf der Halbinsel Kertsch zu bringen. Bei dem am 8. Mai anlaufenden Unternehmen Trappenjagd setzte die 11. Armee einen neuen Angriff über die Parpatsch-Landenge auf Kertsch an: von Norden nach Süden waren angesetzt: das rumänische VII. Korps (rumänische 19. Infanterie-Division und 8. Kavallerie-Division), das XXXXII. AK (46. und 50. Infanterie-Division) und das XXX. Korps (132., 28. leichte und 50. Infanterie-Division). Der Angriff wurde nach starken Artilleriebeschuss und Luftangriffen begonnen. Die 22. Panzerdivision drang zuerst in die ersten sowjetischen Verteidigungslinien von Chernjak ein, ein elf Meter breiter Panzerabwehrgraben wurde erreicht, der die Grenze der letzten Verteidigungslinie der 44. Armee markierte. Die 132. Infanterie-Division konnte Feodossija zurückerobern. Nach dem Erfolg auf Kertsch startete die 11. Armee den Angriff auf die Festung Sewastopol: im Norden das LIV. AK (22., 24., 50. und 132. Infanteriedivision) im Zentrum das rumänische Gebirgskorps (General Avramescu) und im Süden das XXX. Korps (28. leichte Division, 72. und 170. Infanterie-Division). Am 20. Juni nahm die 170. Infanterie-Division Besitz von den Fedjukini-Höhen, die 72. Infanterie-Division brach an der Sapun-Stellung ein, links davon schloss die 28. Jäger-Division einen Ring um die Befestigungen von Balaklawa. Im weiteren Angriffsverlauf führte die 170. Inf.Div. Anfang Juli den Angriff gegen das Fort Maxim Gorki II durch und drang auf der Halbinsel Chersones zur Küste durch.
Im August 1942 erfolgte die Verlegung des XXX. AK nach Leningrad in den Bereich der Heeresgruppe Nord. Mitte September musste das Korps mit der 3. Gebirgs-, 24., 132. und 170. Infanterie-Division in der Erste Ladoga-Schlacht einen Gegenangriff aus den Raum Mga nach Norden führen. Bis zum 24. September war die 132. Division auf Gaitolowo durchgebrochen und hatte die Verbindung mit der 121. Infanterie-Division des XXVI. Armeekorps hergestellt. Im November erfolgte eine kurzfristige Verschiebung des Korps zur 9. Armee an den Mittelabschnitt im Raum Welisch.
Nach der Einschließung von Stalingrad war eine etwa 200 km breite Frontlücke zwischen der Heeresgruppe Don (von Manstein) und der Heeresgruppe B (von Weichs) entstanden, das Korps wurde an die südlichen Ostfront transferiert. Vom 24. Dezember 1942 wurde das Generalkommando XXX zur Aufstellung der Armeeabteilung Fretter-Pico am Südabschnitt der Ostfront verwendet. General Fretter-Pico hatte den Befehl mit ungenügenden Kräften eiligst eine operative Armeegruppe zu organisieren und die Panzerkräfte der sowjetischen Südfront beim Durchmarsch nach Westen aufzuhalten. Das Hauptquartier der Armeegruppe wurde in Kamensk-Schachtinski am Donez aufgeschlagen.

### 1943
Bis Mitte Januar 1943 war die zugeteilte 3. Gebirgs-Division (Generalleutnant Kreysing) und mehrere Alarmeinheiten, dazu italienische Arbeitsbataillone im Raum Millerowo eingeschlossen. Bis zum 21. Januar 1943 folgten Rückzugskämpfe gegenüber sowjetischen Kräften zum Donez. Aus Frankreich kam die vorher als Küstenschutz eingesetzte 304. Infanterie-Division  heran, die noch keine Erfahrung an der Ostfront hatte und deren Ausladung in Woroschilowgrad erfolgte. Die italienische Division „Ravenna“, welche dort die Deckung am Donez führte, hatte die 304. Division zu unterstützen.
Am 29. Januar begann die sowjetische 1. und 3. Gardearmee eine Großoffensive auf Kamensk mit zwei Schützenkorps und vier Panzerkorps. Ein Einbruch bei der 304. Infanterie-Division ließ die Donez-Linie einstürzen. Die Sowjets konnten den Donez-Brückenkopf großräumig erweitern, Woroschilowgrad musste am 14. Februar aufgrund mangelnder Kräfte vom XXX. AK. aufgegeben werden. Im Bereich Lissitschansk verteidigte vorerst die 19. Panzerdivision des III. Panzerkorps gegen den Angriff der Panzergruppe Popow, welche nördlicher die Donez-Verteidigung der 320. Infanterie-Division nach Norden zurückwarf und mit drei Panzerkorps im leeren Raum zwischen Kupjansk und Slawjansk nach Westen auf Pawlograd durchbrach. Die Ankunft der 335. Infanterie-Division stabilisierte die Donez-Front der 1. Panzerarmee bis 25. Februar 1943 im Raum Perwomaisk. Das XXX. Korps verteidigte zusammen mit dem III. Panzerkorps die hohen Ufer der Donez-Front von Lissitschansk bis zu den Höhen von Slawjansk. Die Angriffe gegen den rechten Flügel der 1. Panzerarmee bei Slawjansk konnten rechtzeitig durch die 7. Panzer-Division  abgewehrt werden. Die durchschnittliche Breite des Flusses Donez lag im Bereich des XXX. AK. bei etwa 100 bis 150 Meter, unterstellt waren die 38., 62., 333. und 387. Infanterie-Division.
Die Gegenangriffe des XXXX. Panzerkorps gegen die eingesickerten sowjetischen Kräfte ermöglichten endlich eine längerfristige Wiederaufrichtung der Donez-Front. In Folge der Kämpfe um Charkow im August 1943 war die 6. Armee wieder gezwungen, sich nach Westen zurückzuziehen. Die Stellungen des XXX. Korps (62., 38., 333., 387. Infanterie-Division) bei Artemowsk und Konstantinowka mussten aufgegeben werden. Der Rückzug zum Dnjepr erfolgte über Pawlograd, beidseitig des Samara-Abschnittes nach Dnjepropetrowsk, wo nur noch zwei Brücken für den Flussübergang vorhanden waren. Die zum Teil neu zugeteilten Divisionen des XXX. Armeekorps erhielten auch am Dnjepr zu weite Frontabschnitte zugewiesen, zusätzlich befand sich im Verteidigungsabschnitt die Großstadt Dnjepropetrowsk. Der gut zu verteidigende Dnjepr-Abschnitt war sehr breit und reich an Inseln, das Flusstal war wegen reichhaltiger Fauna schwer einsehbar. Die zu erwartete Offensive der 2. Ukrainischen Front gegen die 1. Panzerarmee brach am 15. Oktober 1943 los, die Verteidigung der 46., 257., 387. und 304. Infanterie-Division brach zusammen. Am 25. Oktober fiel Dnjepropetrowsk an die sowjetische 46. Armee. Anfang November festigte sich die neue Front des Korps zwischen dem Ort Alexandrowka und dem Dnjepr bei Augustinowka, links das LII. und rechts das XVII. Armeekorps als Nachbar. Am 5. Dezember 1943 folgte eine neue sowjetische Offensive mit sieben Schützendivisionen, wobei sich das XXX. Korps behaupten konnte. Am 19. Dezember versuchten sowjetische Truppen nochmals durchzubrechen, 4–5 Schützendivisionen und ein Panzerkorps waren angesetzt, bei der Verteidigung bewährte sich besonders das IR 477 Regiment (Oberst Harhaus) der 257. Infanterie-Division, zusätzlich wurde die 11. Panzer-Division im kritischen Moment zur Abwehr eingesetzt.

### 1944
Zu Beginn 1944 waren dem XXX. Korps die 46., 257., 304., 306. und 387. Infanterie-Division sowie die 16. Panzer-Grenadier-Division unterstellt. Das Oberkommando der übergeordneten 1. Panzerarmee wurde aus dem Dnjepr-Bogen herausgezogen und in die westliche Ukraine umgruppiert. Der Frontabschnitt der 6. Armee (Generaloberst Hollidt) verlängerte sich dadurch vom Brückenkopf Nikopol bis ostwärts Kirowograd, wo das LVII. Panzerkorps als linker Flügel die Front bis nordwestlich Kriwoi Rog verlängerte. Die Russen griffen wieder verstärkt das XXX. A.K. an, die 9. Panzer-Division musste zur Stützung eingreifen. Einsetzendes Tauwetter machte das Gelände bald unpassierbar, Wasser sickerte in die Unterstände ein. Als die kurzweilig zugewiesene 24. Panzer-Division plötzlich abgezogen wurde, folgte am 31. Januar der Durchbruch der sowjetischen 8. Gardearmee und zweier Panzerkorps auf Apostolowo. Mit großer Mühe gelang es, dem um Kriwoj Rog konzentrierten XXX. Korps am Fluss Ingulez eine Zwischenstellung aufzurichten. Am 22. Februar wurde Kriwoj Rog geräumt, am 26. Februar setzten die erwarteten schweren Angriffe auf den Ingulez-Abschnitt ein. Schon Anfang März wurde das Generalkommando des XXX. A.K. vom XXIX. Armeekorps abgelöst, um eine neue Stellung am südlichen Bug-Abschnitt zu organisieren.
Während der Beresnegowatoje-Snigirjower Operation (6. bis 18. März 1944) ging Novy Bug verloren, der Rückzug nach Westen erfolgte über Wosnessensk. Am 30. März erreichten die sich zurückziehenden Einheiten des XXX. Korps die Verteidigungslinien entlang des Tiligul-Abschnittes nordöstlich von Odessa. Die 6. Armee versuchte mit Hilfe rumänischer Verbände eine neue stabile Front hinter dem Dnjestr aufzubauen und den sowjetischen Einbruch in Bessarabien zu verhindern. Die Überquerung des Dnjestrs erforderte große Anstrengungen, im Bereich von Tiraspol wurde die 76. Infanterie-Division beauftragt, einen zusätzlichen Brückenübergang zu schaffen. Nur an einer Stelle war des den sowjetischen Verfolgern gelungen, Fuß am anderen Ufer zu fassen, dieser Brückenkopf wurde durch die 302. Infanterie-Division eingeengt. Nachdem General Fretter-Pico den Oberbefehl über die 6. Armee übernommen hatte, wurde General Postel am 16. Juli zum Kommandierenden General des XXX. Armeekorps ernannt. Das XXX. Korps stand Anfang August bei der Heeresgruppe Südukraine südlich von Tiraspol dem Brückenkopf der sowjetischen 57. Armee (General Sarochin) gegenüber, links von der 15. ID. stand die 257. ID. und 302. ID. bis Bendery, rechts die 306. ID., welche Anschluss an das XXIX. Armeekorps hielt. In Erwartung der Offensive bat der Führer der Heeresgruppe Generaloberst (Frießner) beim OKW vergeblich darum die Front auf die wesentlich kürzere Linie Donaumündung – Galatz – Focșani – Ostrand Karpaten zurücknehmen zu dürfen. Am 20. August setzte die Offensive der 3. Ukrainischen Front ein, wieder hielt das XXX. Korps der Übermacht nicht stand, die sowjetischen Truppen konnten sich bis 23. August am Pruth bei Leova vereinigen. Bei der folgenden Operation Jassy-Kischinew wurde 16 deutsche Divisionen eingekesselt. Bis Ende August wurde das XXX. Korps in der Kesselschlacht von Kischinew vollständig vernichtet.
Ein neues Generalkommando XXX. wurde am 20. Oktober 1944 aus dem Generalkommando z. b. V. LXV. neu aufgestellt und als Besatzungstruppe in den Niederlanden etabliert, wo es im Mai 1945 vor den westlichen Alliierten kapitulierte.

## Kommandierende Generale
- General der Artillerie Otto Hartmann: 26. August 1939 – 25. März 1941
- Generalleutnant Eugen Ott: 25. März 1941 – 10. Mai 1941
- General der Infanterie Hans von Salmuth: 10. Mai 1941 – 27. Dezember 1941
- General der Artillerie Maximilian Fretter-Pico: 27. Dezember 1941 – 4. Juli 1944
- General der Kavallerie Philipp Kleffel:  4. Juli 1944 – 16. Juli 1944
- Generalleutnant Georg-Wilhelm Postel: 16. Juli 1944 – 30. August 1944 (nach Gefangennahme Mitglied des Nationalkomitee Freies Deutschland)[4]
- Generalleutnant Arnold Burmeister: ab 25. April 1945 mit der Wahrnehmung der Führung beauftragt, konnte aber die Dienststellung nicht mehr antreten